# Anthony Phillips
Anthony Edwin "Ant" Phillips (născut 23 decembrie 1951 în Chiswick, Londra de Vest) este un cântăreț englez, cel mai bine fiind cunoscut pentru faptul că este unul din membrii fondatori ai formației Genesis.